# Nephtys picta
Nephtys picta är en ringmaskart som beskrevs av Ehlers 1868. Nephtys picta ingår i släktet Nephtys och familjen Nephtyidae. Inga underarter finns listade i Catalogue of Life.